# 스콧 베이오

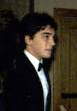

스콧 베이오(Scott Baio, 영어 발음: /ˈbeɪoʊ/, 1960년 9월 22일 ~ )는 미국의 배우, 각본가, 영화 제작자이다.

## 출연 작품
- 피니시 라인 (2008년)
- 커스드 (2005년)
- 위트와 슬라이 2 (2004년)
- 헬로우 프랭크 (2002년)
- 브레드, 마이 스위트 (2001년) - 도미닉 역
- 베리 민 맨 (2000년)
- 다니엘 스틸 - 축복의 조건 (1995년)
- 페리 메이슨 - 페이틀 패션의 사건 (1991년)
- 뉴 래시 (1989년)
- 아웃 오브 디스 월드 (1987년)
- 이상한 나라의 앨리스 (1985년)
- 바니의 소동 (1982년)
- 뉴욕 야사 (1980년)
- 스케이트타운 (1979년)
- 벅시 말론 (1976년) - 벅시 말론 역

### 텔레비전
- NBC Special Treat (1976) - "Luke Was There" 편 - 줄리어스 역
- 닥터 슬론 (1993-95)
- 지미 키멀 라이브! (2004-08) - 본인
- 못말리는 패밀리 (2005-13)